# Malvagna
Malvagna (Mavvagna in siciliano) è un comune italiano di 601 abitanti della città metropolitana di Messina in Sicilia.

## Geografia fisica
Malvagna si affaccia sulla valle dell'Alcantara, di fronte all'Etna e al monte Mojo, anch'esso vulcano ma non più attivo. Il comune dista 81 km da Messina (lato Jonio), 28 km da Giardini Naxos, 15 km da Randazzo e 64 km da Catania (lato Jonio).

## Storia
Malvagna fu fondata nel 1626 da Giovanni Lanza sul latifondo ricevuto in dono dalla madre Silvia Abate, che a sua volta l'aveva comprato dal figlio di Giacomo Garagozzo di Randazzo, fattosi prete per vocazione. Il borgo si espanse a motivo della malaria che minacciava gli abitanti del confinante feudo di Mojo e che trovarono conveniente salire sulla costa della collina vicina. L'aria salubre, il clima temperato e il territorio fertile convinsero molti vassalli della zona circostante a trasferirsi in questo nuovo borgo, che diventò poi anche Principato il 22 agosto 1628 con Francesco Lanza sposato con Maria Antonia Ventimiglia Maniaci, figlia del principe di Belvedere e Cattolica. I Lanza e i Migliaccio continuarono a fregiarsi del titolo "Principi di Malvagna" fino al 1862.
Durante il fascismo (1928) fu unito a Mojo Alcantara nel comune di Lanza, del quale fu capoluogo, ma dopo la caduta dello stesso (1947), tornò ad essere un comune a sé, riassumendo la denominazione originale di "Malvagna".

### Simboli
Lo stemma di Malvagna reca un leone rampante in giallo, su campo rosso.

## Monumenti e luoghi d'interesse

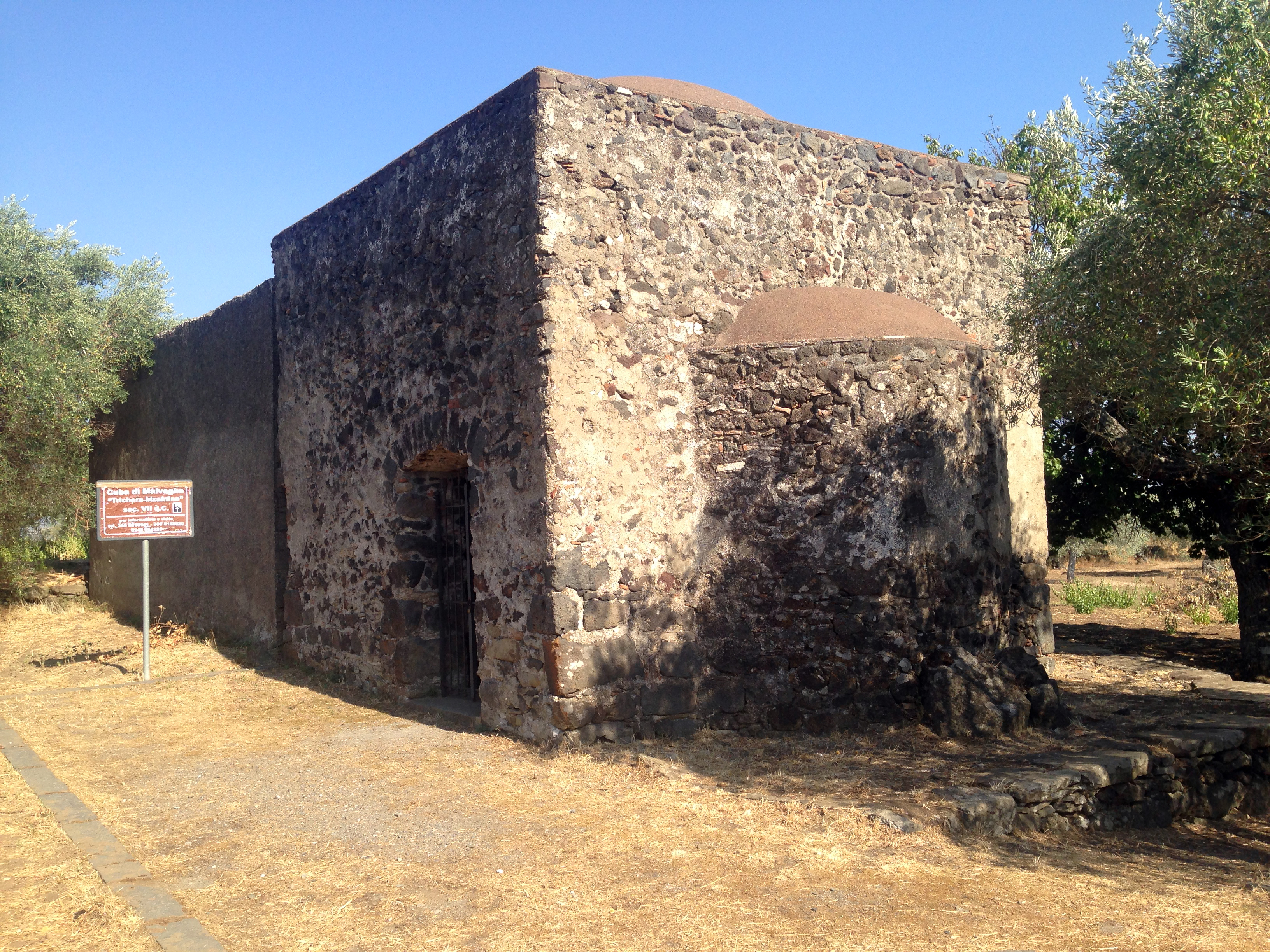
Cuba di Malvagna

Da segnalare il convento dei Frati Minori "San Giuseppe", fondato nel 1720 da Ignazio Migliaccio, duca di Galizia e principe di Mazzarino. Oggi, nonostante sia stato acquistato dal Comune, è inagibile all'interno. Oltre alla struttura quasi pericolante, rimangono alcuni affreschi nel chiostro, mentre una pregiata scultura lignea settecentesca e un organo a canne del 1822 si trovano nella Chiesa Madre.
La Chiesa Madre è stata eretta dopo la demolizione di quella antica in onore della patrona sant'Anna nel XX secolo (1930 circa) e custodisce la statua della santa patrona. Sempre durante il ventennio fascista fu demolito anche il Castello dei Lanza, per costruire al suo posto parte dell'attuale casa comunale.
Da vedere anche la cuba bizantina (trichora) di Malvagna e la chiesetta settecentesca di San Marco.

### Aree naturali
Di grande rilievo è il Fondo Pittari, facente parte della Riserva di Malabotta. Proprio nel 2006, Malvagna ha inaugurato l'accesso alla riserva di Malabotta dal versante di Taormina.

## Società

### Evoluzione demografica
Abitanti censiti

### Manifestazioni
La maggior parte delle manifestazioni culturali si concentra nel periodo estivo ed in quello natalizio. Una tradizione natalizia recente è quella dei caratteristici presepi rionali realizzati nei diversi quartieri sparsi nel paese e del presepe vivente recitato in vernacolo ed allestito nell'antico quartiere della “Timpa Tirrinchiuna” e che vede il coinvolgimento dell'intera comunità. Un'altra tradizione di origine remota è a strina (strenna). La strina è una tradizione tipica locale e si effettua il giorno di capodanno. Quel giorno i bambini malvagnesi portano in dono un tronchetto di legno, a strina per l'appunto, presso i parenti e gli amici più cari, per poi ripassare il giorno dell'epifania e ritirare in cambio un sacchetto pieno di dolciumi. Un tipico dolce natalizio sono i lumiricchi.
La festa patronale in onore di Sant'Anna si svolge, come da tradizione, l'ultima domenica di luglio. In questo periodo si concentrano le manifestazioni più di rilievo come la rassegna di cultura popolare “Radici” avviata nel 2006 e la rassegna a concorso di teatro dialettale che ha avuto il proprio battesimo nell'agosto 2007 e che ha visto l'affermazione della compagnia “San Tommaso d'Aquino” di Messina. La rassegna è stata intitolata a Mario Foti, ufficiale delle Poste e attore e regista teatrale amatoriale la cui permanenza a Malvagna contribuì ad incentivare e incrementare la passione per l'arte della recitazione in genere. Una passione nata e sviluppatesi agli inizi degli anni settanta, quando si allestivano per hobby, prima in un vecchio magazzino adiacente alla Chiesa di Sant'Anna e poi nel salone parrocchiale (detto impropriamente da siristia, cioè "della sagrestia"), delle modeste rappresentazioni teatrali. Spettacoli alquanto semplici, eseguiti con pochi mezzi, ma che hanno avuto come intento principale l'aggregazione e lo svago.

## Economia

### Turismo
Dal 2005 ad oggi, Malvagna ha visto la nascita di vari bed and breakfast e attività di ristorazione, avviando così una nuova economia interna, basata sul turismo ambientale.

### Agricoltura e allevamento
I prodotti agricoli tipici di Malvagna sono le pesche, le olive e l'uva. Nel mese di dicembre si tiene infatti la Sagra dell'Olio e del Vino. Per quanto riguarda l'allevamento, questo risulta basato su caprini, ovini e bovini, che permettono anche la produzione di formaggi tipici di qualità. Diffuso anche l'allevamento dei suini e la lavorazione della carne di maiale, con la produzione di salsiccia e delle gustose fritturi e zziringuri, a base di cotiche di maiale.

## Amministrazione
Di seguito è presentata una tabella relativa alle amministrazioni che si sono succedute in questo comune.
| Periodo        | Periodo        | Primo cittadino            | Partito                     | Carica  | Note  |
| -------------- | -------------- | -------------------------- | --------------------------- | ------- | ----- |
| 21 aprile 1988 | 27 giugno 1992 | Biagio Carmine Minichiello | Partito Socialista Italiano | Sindaco | [ 6 ] |
| 10 luglio 1992 | 7 maggio 1993  | Federico Salvatore Raneri  | Partito Socialista Italiano | Sindaco | [ 6 ] |
| 7 maggio 1993  | 17 giugno 1996 | Mario Cantarella           | Democrazia Cristiana        | Sindaco | [ 6 ] |
| 17 giugno 1996 | 17 aprile 2000 | Federico Salvatore Raneri  | -                           | Sindaco | [ 6 ] |
| 17 aprile 2000 | 17 maggio 2005 | Federico Salvatore Raneri  | unione popolare             | Sindaco | [ 6 ] |
| 17 maggio 2005 | 1º giugno 2010 | Rita Mungiovino            | lista civica                | Sindaco | [ 6 ] |
| 1º giugno 2010 | 1º giugno 2015 | Rita Mungiovino            | lista civica                | Sindaco | [ 6 ] |
| 1º giugno 2015 | 4 Ottobre 2020 | Giuseppe Cunsolo           | Partito Democratico         | Sindaco | [ 6 ] |

### Altre informazioni amministrative
Il comune di Malvagna fa parte delle seguenti organizzazioni sovracomunali: regione agraria n.3 (Alto Fantina e Alto Mela); Unione dei Comuni Alto Alcantara.